# 舒酸定
，是一個齒膏與漱口水的廠牌名稱，其產品專為敏感性牙齒而製。該廠牌由Haleon所持有，在日本的名稱為 Shumitect。其中的有效成份有硝酸鉀、氯化锶及草酸锶，其中有些也含有減敏感的磷硅酸钠钙（CSPS、Novamin）。